# Sou Tout Apwe Fete Fini
Sou Tout Apwe Fete Fini（クレオール言語で「パーティーの後はみんな酔っている」の意、略称STAFF）は、セントルシアの政党。テレビ司会者のクリス・ハント（Chris Hunte）が党首で、2001年セントルシア総選挙で候補を5人擁立したが、合計で230票しか獲得できず落選、以降の選挙では立候補者を出さなかった。